# 12878 Erneschiller
12878 Erneschiller este un asteroid din centura principală de asteroizi.

## Descriere
12878 Erneschiller este un asteroid din centura principală de asteroizi. A fost descoperit pe 17 august 1998 la Socorro, New Mexico, în cadrul proiectului LINEAR. Asteroidul prezintă o orbită caracterizată de o semiaxă mare de 2,62 ua, o excentricitate de 0,10 și o înclinație de 3,6° în raport cu ecliptica.